# Владимир Варићак
Владимир Варићак (Швица код Оточца, 1. март 1865 — Загреб, 17. јануар 1942) био је српски и југословенски математичар, физичар и професор анализе.

## Биографија
Рођен је у етнички српској породици у селу Швица покрај Оточца 1865. године у тадашњем Аустријском царству, простор данашње Хрватске.
Основну школу је похађао у Сиску, у Петрињи средњу школу коју је завршио 1880. године, а вишу школу у Загребу коју је завршио 1883. године. Студирао је математику и физику на Филозофском факултету у Загребу. Дипломирао је 1888. године. Докторирао је већ 1891. године на тему "Теорија ножиштних кривуља". Након тога радио је као професор на реалним гимназијама у Земуну, Бакру, Загребу и Осијеку. Предавао је Милутину Миланковићу.
Наставио је с академским напредовањем, хабилитован је на Филозофском факултету 1895. године, а исте године му је додељена дозвола предавања на универзитету (venia legendi) за алгебарску анализу и сферну тригонометрију. 1898. године је основана Шумарска академија. Варићак је у новој школи постављен као професор математике и физике. Године 1899. је постао суплент на Филозофском факултету након што је отишао професор Карел Захрадник у Брно, а већ 1902. предаје математику као редовни професор. Редовни је члан ХАЗУ-а од 1904. године.
Веома је заслужан за успех математичара Радивоја Кашанина који је тада студирао у Загребу, и био је инструктор Ђури Курепи. Академске године 1921–1922. Варићак је вршио дужност декана факултета. Био је ректор Универзитета у Загребу од 1921. до 1922. године. Проректор је био након ректорског мандата у три наврата 1922–1923. затим 1928–1929. и 1931–1932. године. Кад је умро ректор Милер 1928. године, по други је пут је изабран за проректора.
Био је члан Југословенске академије наука и уметности, Српске академије наука и уметности, Чешке академије наука, Хрватског природњачког друштва и Југословенског математичког друштва.
Научни интереси професора Варићака били су теорија равних линија, теорија функција, теорија релативности и математичко-педагошка проблематика. Много је допринео анализирању Бошковићевог математичког деловања. Имао је светски углед. Водио је кореспонденцију са угледним светским научницима попут Милеве и Алберта Ајнштајна, Милутина Миланковића и других.
Владимиров син Светозар је после завршене матуре отпочео студије у Цириху 1910. године, а Милева и Алберт Ајнштајн су му издавали собу. Истовремено, Светозарев отац Владимир је увелико предавао у Загребу: истраживао је и објављивао радове на тему теорије релативитета и интензивно се дописивао са Ајнштајновима.
Владимир Варићак је почетком рата 1941. веома тешко поднео живот у тадашњој Независној Држави Хрватској те се осамио. Угасио се као свећа и отишао у вечност 17. јануара 1942. Као Србину нимало му није било лако да гледа усташке злочине, па прерани завршетак његовог живота у 77. години није изненађујућ.